# 바르샤바 증권거래소

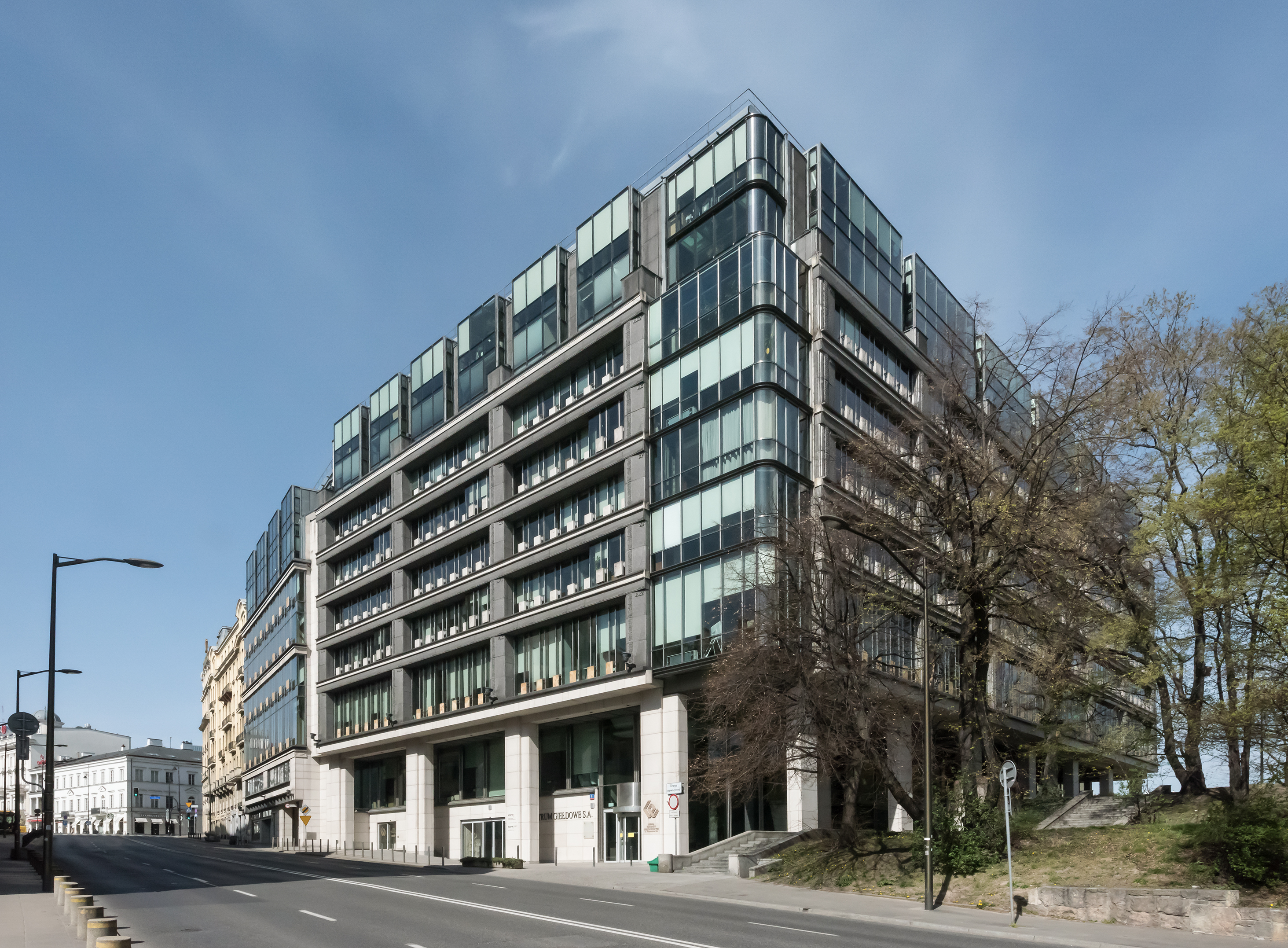

바르샤바 증권거래소(WSE, 폴란드어: Giełda Papierów Wartościowych w Warszawie)는 폴란드 바르샤바에 소재한 증권거래소이다.